# 대자보 (신문)
대자보는 1999년 1월에 창간된 대한민국의 인터넷 신문으로 당시 하이텔 논객이던 이창은의 주도로 공희준, 김철관 등의 시민기자와 우석훈, 홍기빈 등 경제학자들과 변희재, 장신기, 민경진 등의 인터넷 논객들의 주도로 참여하였다. 대자보는 2000년 초부터 총선시민연대, 안티조선운동과 호응하며 정치개혁 및 언론개혁 운동에 종지를 두고 활발한 활동을 펼쳤다. 대자보 참여자들 대부분은 진보정당 지지자들로 진보성향을 띠었고, 사회적으로는 장애인 이동권을 비롯 성소수자, 양심적병역거부 운동, 이주노동자 등에 대한 관심을 기우렸고
공권력의 정보통신 분야 통제, 검열 등에 대해 진보넷 등과 함께 반대운동을 펼쳤다.

## 개요
1998년 당시 대한민국의 PC통신에서 활동하던 온라인 논객인 하이텔의 이창은, 나우누리의 임상빈 등이 주축이 되어 설립되었다. 1999년 1월 23일 창간호를 발행하였다. 진보와 정론에 입각하여 사회적 현안 소수자를 조명하는 등 진보성향의 기사와 칼럼을 발표해 왔다. 대자보의 고정 필진들은 진보 좌파 스탠스의 필진이었으나 대자보에서 유일한 보수 우파 스탠스를 가진 고정 필진인 이승훈이 '개똥녀' 사건에서 이대로의 개똥녀 비하 칼럼에 이의를 제기하며 논쟁하다 대자보를 떠났다. 창립 멤버의 한 사람인 변희재는 2005년까지 고정 필진의 한 사람으로 참여하여 정치 분야에 대한 칼럼을 기고하였고, 그밖에 《88만원 세대》의 저자인 우석훈 박사, 우리말 지킴이 김영국 등 여러 진보성향의 필진들이 칼럼진으로 참여하여 다양한 주제에 관한 진보적인 시각의 칼럼을 싣고 있다.

## 같이 보기
- 한겨레 신문
- 프레시안
- 인물과 사상

- 이창은
- 우석훈
- 안티조선
- 김철관
- 공희준
- 변희재
- 김영국
- 한겨례